# CONCACAF Champions League 2010/11
De CONCACAF Champions League 2010/11 was de derde editie van dit voetbaltoernooi voor clubs dat door de CONCACAF wordt georganiseerd. De CONCACAF Champions League verving in het seizoen 2008/09 de CONCACAF Champions Cup die tussen 1963-2008 43 edities kende. Het is de Noord- en Midden-Amerikaanse tegenhanger van de Europese Champions League.
Het toernooi begon op 27 juli en eindigde met de tweede finalewedstrijd op 27 april 2011. De winnaar van dit continentaal toernooi plaatst zich automatisch voor het Wereldkampioenschap voetbal voor clubs van 2011 dat in december 2011 plaatsvindt.

## Opzet
De opzet in het derde seizoen van de CONCACAF Champions League is gelijk aan die van de eerste twee seizoenen. Er nemen 24 clubs deel, als volgt verdeelt:
- van de NAFU
4 clubs uit Mexico en de Verenigde Staten
1 club uit Canada
- van de UNCAF
2 clubs uit Costa Rica, El Salvador, Guatemala, Honduras en Panama
1 club uit Belize en Nicaragua
- van de CFU
3 clubs via de CFU Club Championship
In de voorronde speelden zestien clubs een heen- en terugwedstrijd. De winnaars van deze duels plaatsten zich, samen met acht direct gekwalificeerde teams voor de groepsfase. De 16 teams werden verdeeld in vier groepen van vier waarvan de teams twee keer tegen elkaar spelen in een thuis- en uitwedstrijd. De nummers één en twee van elke groep plaatsen zich voor de knock-outfase die ook middels thuis- en uitwedstrijden werd gespeeld.
Voorronde (16 teams)
2 clubs uit El Salvador, Mexico en de Verenigde Staten
1 club uit Belize *, Canada, Costa Rica, Guatemala, Honduras, Nicaragua * en Panama
3 clubs via de CFU Club Championship 2010
*  De clubs uit Belize en Nicaragua werden vervangen door een club uit Honduras (CD Motagua) en Panama (San Francisco FC). Dit omdat beide landen niet beschikken over een stadion dat aan de internationale normen voldoet .
Groepsfase (16 teams)
2 clubs uit Mexico en de Verenigde Staten
1 club uit Costa Rica, Guatemala, Honduras en Panama
8 winnaars van de voorronde

## Toernooi

### Loting
De loting voor de voorronde en de groepsfase vond op 19 mei 2010 plaats in het hoofdkwartier van de CONCACAF in New York. De loting voor de knock-outfase (kwart-, halve finale en finale) volgde later in 2010.
| Groepsfase          | Groepsfase     | Groepsfase            | Groepsfase         |
| Pot A               | Pot A          | Pot B                 | Pot B              |
| ------------------- | -------------- | --------------------- | ------------------ |
| CF Monterrey        | Columbus Crew  | Deportivo Saprissa    | CD Olimpia         |
| Club Toluca         | Real Salt Lake | CSD Municipal         | CD Árabe Unido     |
| Voorronde           |                |                       |                    |
| Pot A               | Pot A          | Pot B                 | Pot B              |
| Cruz Azul           | Toronto FC     | Club Xelajú           | Tauro FC           |
| Santos Laguna       | Brujas FC      | Puerto Rico Islanders | San Francisco FC * |
| Los Angeles Galaxy  | CD FAS         | AD Isidro Metapán     | Joe Public FC      |
| Seattle Sounders FC | Club Marathón  | CD Motagua *          | San Juan Jabloteh  |

### Voorronde
De heenwedstrijden werden van 27 tot en met 29 juli gespeeld, de terugwedstrijden van 3 tot en met 5 augustus.
| Team 1              | Tot. | Team 2                | 1e wedstr. | 2e wedstr. |
| ------------------- | ---- | --------------------- | ---------- | ---------- |
| Toronto FC          | 3-2  | CD Motagua            | 1-0        | 2-2        |
| Tauro FC            | 2-4  | CD Marathón           | 0-3        | 2-1        |
| CD FAS              | 3-1  | Club Xelajú           | 1-1        | 2-0        |
| San Juan Jabloteh   | 0-6  | Club Santos Laguna    | 0-1        | 0-5        |
| San Francisco FC    | 2-9  | Cruz Azul             | 2-3        | 0-6        |
| Los Angeles Galaxy  | 3-5  | Puerto Rico Islanders | 1-4        | 2-1        |
| Seattle Sounders FC | 2-1  | AD Isidro Metapán     | 1-0        | 1-1        |
| Brujas FC           | 4-6  | Joe Public FC         | 2-2        | 2-4        |

### Groepsfase
Speeldata
speeldag 1: 17-19 augustus 2010
speeldag 2: 24-26 augustus 2010
speeldag 3: 14-16 september 2010
speeldag 4: 21-23 september 2010
speeldag 5: 28-30 september 2010
speeldag 6: 19-21 oktober 2010
| Betekenis van de kleur in de groepstabel   |
| ------------------------------------------ |
| Teams die door zijn naar de volgende ronde |

In de uitslagentabellen is het thuisteam genoteerd in de linker kolom.
AW = aantal wedstrijden, W = winst, G = gelijk, V = verlies, Pnt. = punten, DV/DT = doelpunten voor/tegen

#### Groep A
| Team           | AW | W | G | V | Pnt. | DV | DT |
| -------------- | -- | - | - | - | ---- | -- | -- |
| Real Salt Lake | 6  | 4 | 1 | 1 | 13   | 17 | 11 |
| Cruz Azul      | 6  | 3 | 1 | 2 | 10   | 15 | 9  |
| Toronto FC     | 6  | 2 | 2 | 2 | 8    | 5  | 7  |
| CD Árabe Unido | 6  | 1 | 0 | 5 | 3    | 4  | 14 |

|                | ARA | CRU | RSL | TOR |
| -------------- | --- | --- | --- | --- |
| CD Árabe Unido |     | 0-6 | 2-3 | 1-0 |
| Cruz Azul      | 2-0 |     | 5-4 | 0-0 |
| Real Salt Lake | 2-1 | 3-1 |     | 4-1 |
| Toronto FC     | 1-0 | 2-1 | 1-1 |     |

#### Groep B
| Team               | AW | W | G | V | Pnt. | DV | DT |
| ------------------ | -- | - | - | - | ---- | -- | -- |
| Club Santos Laguna | 6  | 4 | 1 | 1 | 13   | 19 | 7  |
| Columbus Crew      | 6  | 4 | 0 | 2 | 12   | 10 | 4  |
| CSD Municipal      | 6  | 2 | 2 | 2 | 8    | 9  | 13 |
| Joe Public FC      | 6  | 0 | 1 | 5 | 1    | 7  | 21 |

|                    | CLB | JOE | MUN | SAN |
| ------------------ | --- | --- | --- | --- |
| Columbus Crew      |     | 3-0 | 1-0 | 1-0 |
| Joe Public FC      | 1-4 |     | 2-3 | 2-5 |
| CSD Municipal      | 2-1 | 1-1 |     | 2-2 |
| Club Santos Laguna | 1-0 | 5-1 | 6-1 |     |

#### Groep C
| Team                | AW | W | G | V | Pnt. | DV | DT |
| ------------------- | -- | - | - | - | ---- | -- | -- |
| CF Monterrey        | 6  | 5 | 1 | 0 | 16   | 11 | 4  |
| CD Saprissa         | 6  | 3 | 1 | 2 | 10   | 11 | 7  |
| CD Marathón         | 6  | 2 | 0 | 4 | 6    | 5  | 11 |
| Seattle Sounders FC | 6  | 1 | 0 | 5 | 3    | 6  | 11 |

|                     | MAR | MON | SAP | SEA |
| ------------------- | --- | --- | --- | --- |
| CD Marathón         |     | 0-1 | 2-1 | 2-1 |
| CF Monterrey        | 2-0 |     | 1-0 | 3-2 |
| CD Saprissa         | 4-1 | 2-2 |     | 2-0 |
| Seattle Sounders FC | 2-0 | 0-2 | 1-2 |     |

#### Groep D
| Team                  | AW | W | G | V | Pnt. | DV | DT |
| --------------------- | -- | - | - | - | ---- | -- | -- |
| CD Olimpia            | 6  | 4 | 1 | 1 | 13   | 12 | 7  |
| Deportivo Toluca FC   | 6  | 3 | 1 | 2 | 10   | 15 | 5  |
| Puerto Rico Islanders | 6  | 2 | 2 | 2 | 8    | 8  | 10 |
| CD FAS                | 6  | 0 | 2 | 4 | 2    | 2  | 15 |

|                       | FAS | OLI | PRI | TOL |
| --------------------- | --- | --- | --- | --- |
| CD FAS                |     | 1-4 | 0-0 | 0-0 |
| CD Olimpia            | 2-0 |     | 3-0 | 2-1 |
| Puerto Rico Islanders | 4-1 | 1-1 |     | 3-2 |
| Deportivo Toluca FC   | 5-0 | 4-0 | 3-0 |     |

### Knock-outfase

#### Kwartfinale
De heenwedstrijden worden van 22-24 februari gespeeld, de terugwedstrijden van 1-3 maart 2011.
| Team 1           | Tot. | Team 2             | 1e wedstr. | 2e wedstr. |
| ---------------- | ---- | ------------------ | ---------- | ---------- |
| Deportivo Toluca | 0-2  | CF Monterrey       | 0-1        | 0-1        |
| Cruz Azul        | 5-1  | Club Santos Laguna | 2-0        | 3-1        |
| Columbus Crew    | 1-4  | Real Salt Lake     | 0-0        | 1-4        |
| CD Saprissa      | 3-1  | CD Olimpia         | 1-0        | 2-1        |

#### Halve finale
De heenwedstrijden worden op 15 en 16 maart gespeeld gespeeld, de terugwedstrijden op 5 en 6 april 2011
| Team 1         | Tot. | Team 2    | 1e wedstr. | 2e wedstr. |
| -------------- | ---- | --------- | ---------- | ---------- |
| Real Salt Lake | 3-2  | Saprissa  | 2-0        | 1-2        |
| Monterrey      | 3-2  | Cruz Azul | 2-1        | 1-1        |

#### Finale
De heenwedstrijd werd op 20 april gespeeld, de terugwedstrijd op 27 april 2011.
| Team 1    | Tot. | Team 2         | 1e wedstr. | 2e wedstr. |
| --------- | ---- | -------------- | ---------- | ---------- |
| Monterrey | 3-2  | Real Salt Lake | 2–2        | 1-0        |

Champions Cup: 1962 · 1963 · 1964 · 1965 · 1967 · 1968 · 1969 · 1970 · 1971 · 1972 · 1973 · 1974 · 1975 · 1976 · 1977 · 1978 · 1979 · 1980 · 1981 · 1982 · 1983 · 1984 · 1985 · 1986 · 1987 · 1988 · 1989 · 1990 · 1991 · 1992 · 1993 · 1994 · 1995 · 1996 · 1997 · 1998 · 1999 · 2000 · 2002 · 2003 · 2004 · 2005 · 2006 · 2007 · 2008 

Champions League: 2008/09 · 2009/10 · 2010/11 · 2011/12 · 2012/13 · 2013/14 · 2014/15 · 2015/16 · 2016/17 · 2018 · 2019 · 2020 · 2021 · 2022 · 2023